# Uzoamaka Otuadinma
Uzoamaka Otuadinma (18 de diciembre de 1990) es una deportista nigeriana que compite en taekwondo. Ganó dos medallas en los Juegos Panafricanos en los años 2015 y 2019.

## Palmarés internacional
| Juegos Panafricanos | Juegos Panafricanos               | Juegos Panafricanos | Juegos Panafricanos |
| Año                 | Lugar                             | Medalla             | Categoría           |
| ------------------- | --------------------------------- | ------------------- | ------------------- |
| 2015                | Brazzaville (República del Congo) | Medalla de oro      | –73 kg              |
| 2019                | Rabat (Marruecos)                 | Medalla de bronce   | –73 kg              |